# Depressopyga tanzanica
Depressopyga tanzanica är en stekelart som beskrevs av Heinrich 1968. Depressopyga tanzanica ingår i släktet Depressopyga och familjen brokparasitsteklar. Inga underarter finns listade i Catalogue of Life.